# Виктор Сањејев
Виктор Данилович Сањејев (рус. Виктор Данилович Санеев; Сухуми, 3. октобар 1945 — Сиднеј, 3. јануар 2022) био је совјетски атлетичар, светски рекордер и троструки олимпијски победник у троскоку.
Сањејев је владао овом дисциплином током 15-так година као ретко који атлетичар у историји. У том периоду три пута је обарао светски рекорд, и освојио три златне и једну сребрну медаљу на Олимпијским играма. Био је и два пута еврпски првак на отвореном и шест пута у дворани. Ти резултати га сврставају међу најбоље троскокаше.
Сањејев је заслужни мајстор спорта СССР од 1968. године.

## Резултати

### Олимпијске игре
- Мексико сити 1968

злато троскок 17,39 СР
- Минхен 1972

злато троскок 17,35
- Монтреал 1976

злато троскок 17,29
- Москва 1980

сребро троскок 17,24

### Европско првенство
- Атина 1969

злато троскок 17,34
- Хелсинки 1971

сребро троскок 17,10
- Рим 1974

злато троскок 17,23
- Праг 1978.

сребро троскок 16,93

### Европске игре у дворани
- Мадрид 1968

злато троскок

### Европско првенство у атлетици у дворани
- Беч 1970

злато троскок 16,95 СР
- Софија 1971

злато троскок 16,83
- Гренобл 1972

злато троскок 16,97 СР
- Катовице 1975

злато троскок 17,01
- Минхен 1976

злато троскок 17,10
- Сан Себстијан 1977

злато троскок 16,65

## Светски рекорди на отвореном
17,23  Мексико сити 17. октобар 1968.
17,39 m Мексико сити 17. октобар 1968.
17,44 m Сухуми 17. октобар 1972.

## Светски рекорди у дворани
16.95 m Беч 15. март 1970.
16.97 m Гренобл 11. март 1972.
17.10 m Москва 2. фебруар 1972.
17.16 m Москва 2. фебруар 1972.